# 大森山公園
大森山公園（おおもりやまこうえん）は、秋田県秋田市浜田の大森山にある、秋田市が管理する公園。

## 概要
秋田市の西部に位置する。公園内には、秋田市大森山動物園、県内唯一の遊園地である大森山遊園地、大森山展望台、グリーン広場などの市民向け施設のほか、秋田県内の放送局の親局送信所も置かれている。また公園内にはD51 232が静態保存されている。かつては少年自然の家もこの公園内にあった。
1952年（昭和27年）6月20日「浜の大森山」は秋田魁新報社主催の第一回秋田県観光三十景（有効投票約百九十五万票）では第28位（三万四千八百七十三票）に選出された。その当時は大森山動物園は開園していなかった。

## 園内の施設
- 秋田市大森山動物園
- 大森山遊園地
- 展望台
- キャンプ場
- グリーン広場 (大森山スキー場)
- 彫刻の森
- 老人と子どもの家

## 大森山テレビ・FM放送所

### 地上デジタルテレビジョン放送送信設備

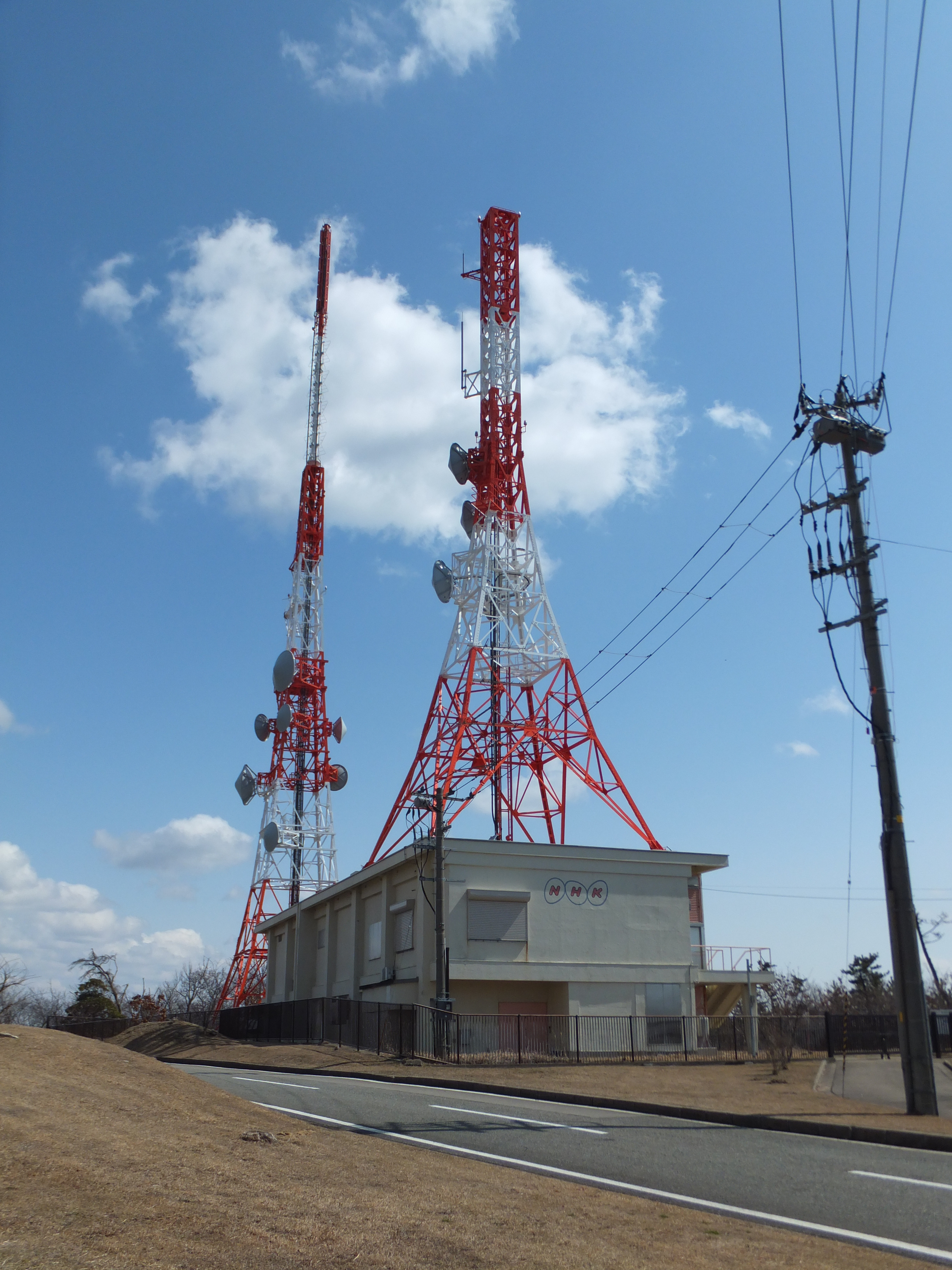
NHK秋田放送局テレビ・FM送信所
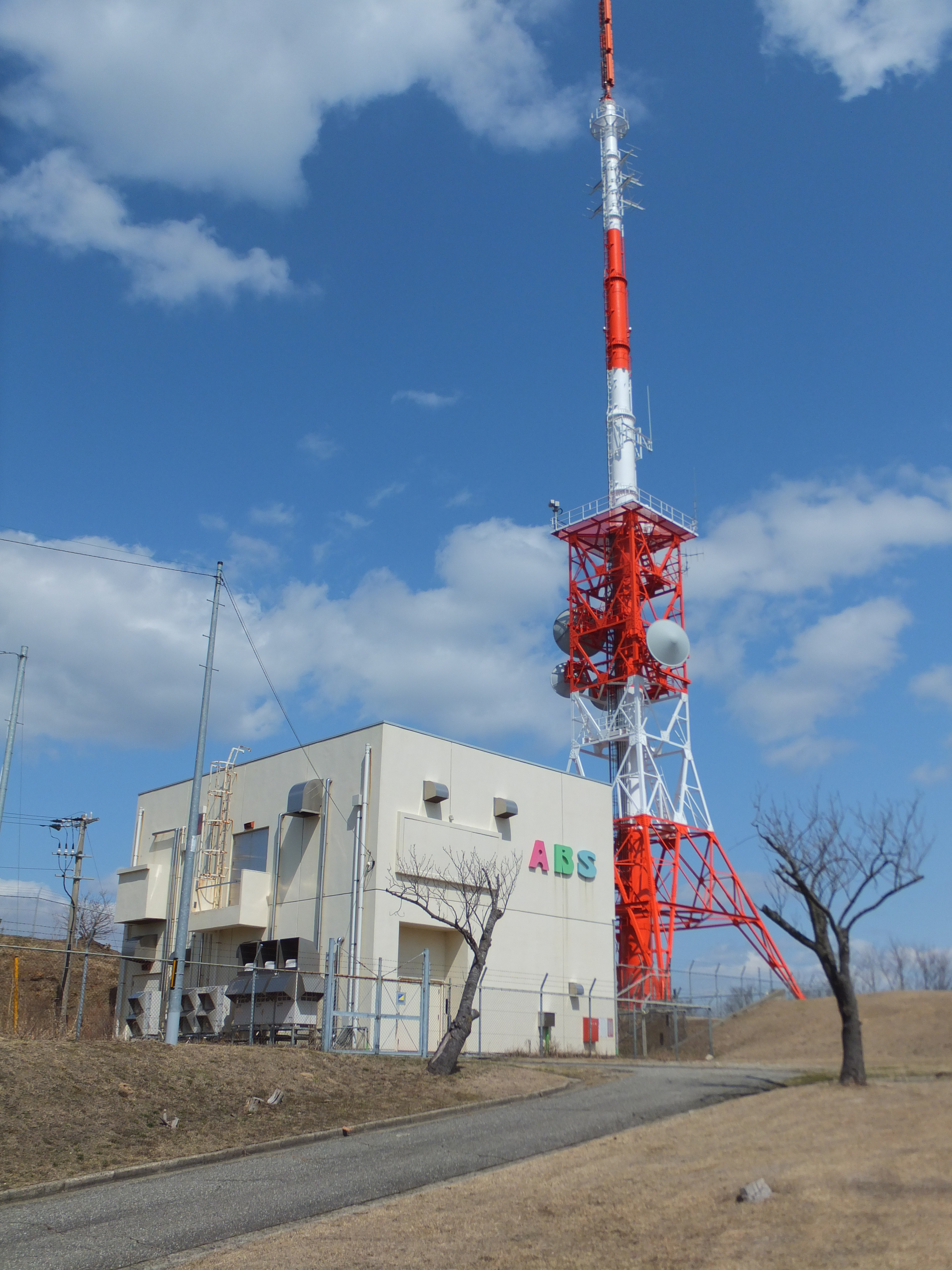
秋田放送テレビ・FM送信所
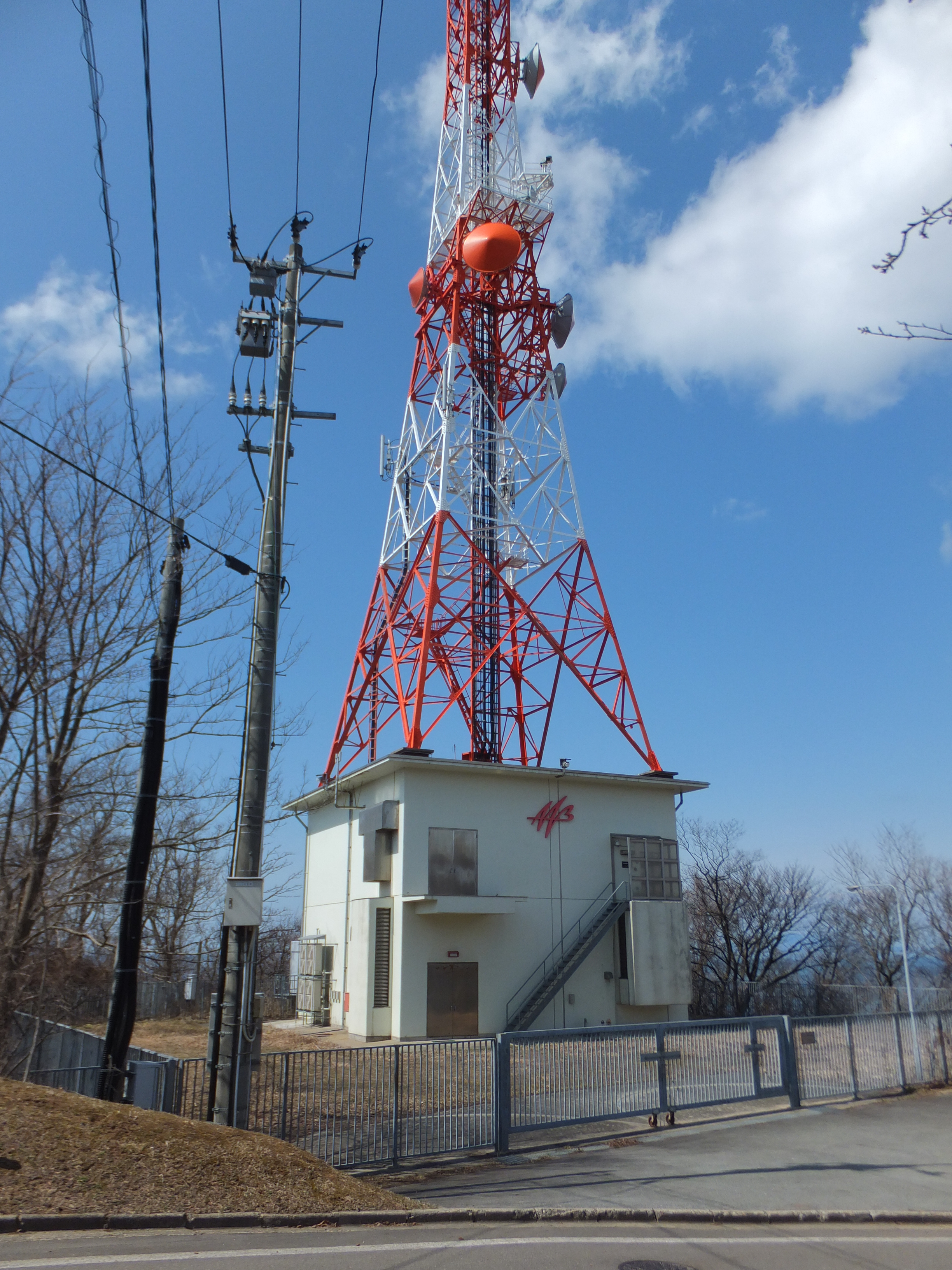
秋田朝日放送送信所
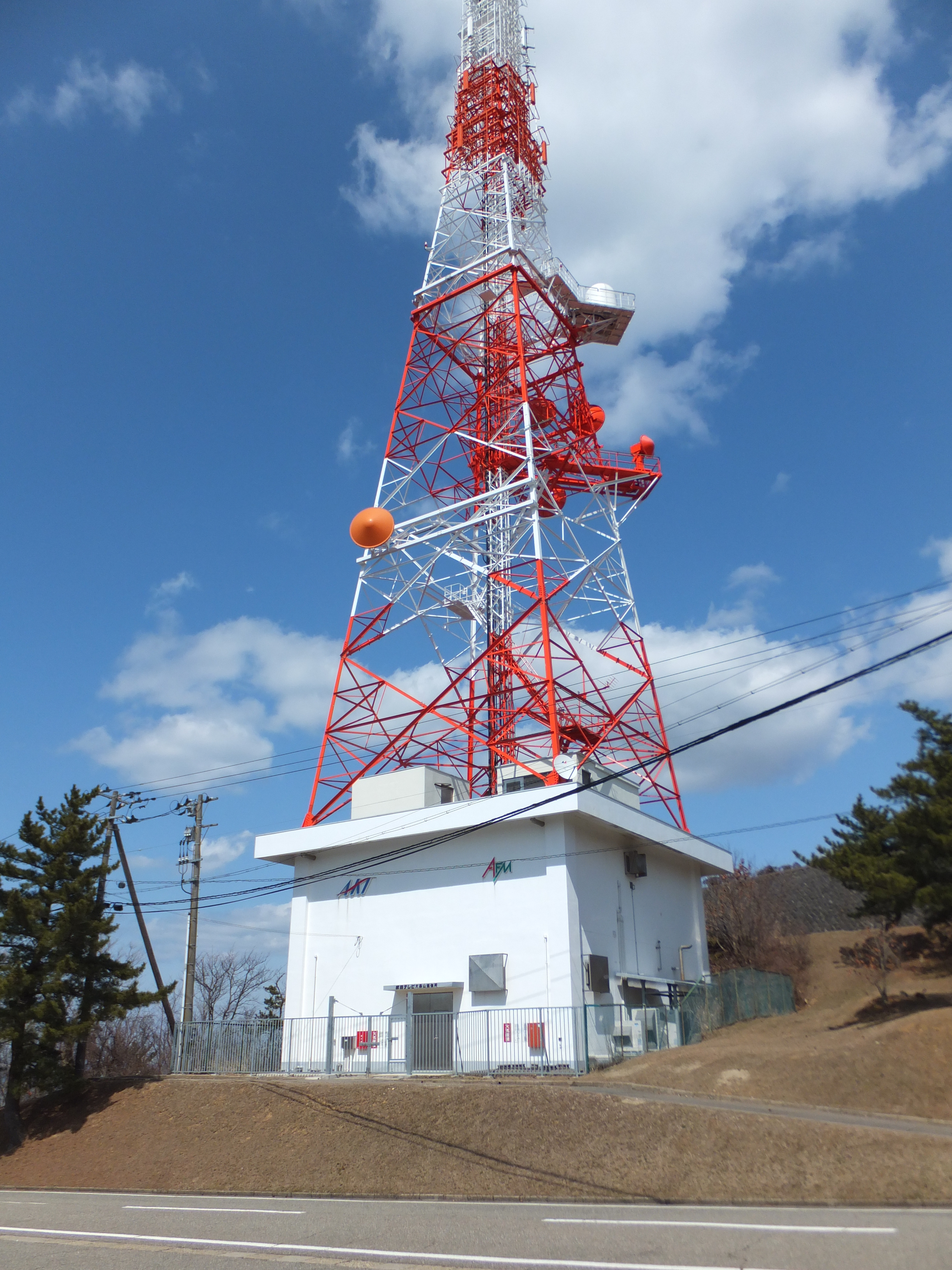
秋田テレビ・FM秋田送信所

| ID | 放送局名         | コール サイン | 物理 チャンネル | 空中線電力 | ERP    | 放送対象地域 | 放送区域 内世帯数 | Gガイド局名表記 （xはマルチ放送の番号） | ワンセグ 局名表記 |
| -- | ---------------- | ------------- | --------------- | ---------- | ------ | ------------ | ----------------- | --------------------------------------- | ----------------- |
| 1  | NHK 秋田総合     | JOUK-DTV      | 15→48           | 1kW        | 15.5kW | 秋田県       | 約16万3000世帯    | NHK総合×・秋田                          | NHK携帯G・秋田    |
| 2  | NHK 秋田教育     | JOUB-DTV      | 13→50           | 1kW        | 15kW   | 全国         | 約16万3000世帯    | NHKEテレ×秋田                           | NHK携帯2          |
| 4  | ABS 秋田放送     | JOTR-DTV      | 17→35           | 1.1kW      | 12.5kW | 秋田県       | 約16万3000世帯    | 秋田放送×                               | 秋田放送携帯      |
| 5  | AAB 秋田朝日放送 | JOXX-DTV      | 29              | 1kW        | 11.5kW | 秋田県       | 約16万3000世帯    | 秋田朝日放送                            | 秋田朝日放送      |
| 8  | AKT 秋田テレビ   | JOBI-DTV      | 21              | 1kW        | 11.5kW | 秋田県       | 約16万3000世帯    | AKT秋田テレビ×                          | AKT秋田テレビ     |

| 放送局名      | 予備免許交付日 | 本免許交付日   | 本放送開始日  |
| ------------- | -------------- | -------------- | ------------- |
| NHK秋田放送局 | 2005年6月10日  | 2005年11月11日 | 2005年12月1日 |
| ABS           | 2005年6月10日  | 2006年4月1日   | 2006年6月1日  |
| AAB・AKT      | 2005年11月15日 | 2006年9月5日   | 2006年10月1日 |

- 放送エリアは、南秋田郡八郎潟町・南秋田郡大潟村の全域と秋田市・能代市・由利本荘市・男鹿市・大仙市・潟上市・にかほ市・山本郡三種町・南秋田郡五城目町の各一部地域で秋田県全世帯の約42%をカバーする。
- 2005年12月1日のNHK秋田放送局デジタル放送開始日の記念番組では、当デジタル送信所内部の一部が、東北地方で放送された。
- 総務省無線局検索のホームページではABSデジタル放送の空中線電力は現チャンネルの35chが1.1kW、旧チャンネルの17chが1.2kWとなっている。
- 赤数字chは、2011年11月1日から2012年10月28日までの1年間[1][2][3]に行われたリパック作業前の物理チャンネル番号。同地域では弥彦山・新潟送信所とのデジタル混信が起こっており、両地域に中小の中継局の設置（デジタル混信対策用も含む）や親局の指向性の変更などでの対策を行ってきたが、影響が広範囲にわたったため新潟送信所（エリア内世帯数は約62万世帯）に比べ受信世帯の少ない当送信所の送信チャンネルの変更という運びとなった。中小中継局で53ch以降のチャンネルをアナログ放送の跡地にある13ch〜52chに移行するケースは日本国内各地であることではあるが、親局クラス送信所の物理チャンネルが変更になることは日本国内では初である。NHK秋田放送局の総合（JOUK-DTV）・Eテレ（JOUB-DTV）はNHK新潟放送局の総合（JOQK-DTV）・Eテレ（JOQB-DTV）のデジタル放送と、ABS（JOTR-DTV）はBSN（JODR-DTV）のデジタル放送とそれぞれ同じ物理チャンネルである。一方、AABとAKTに関してはそれぞれTeNYとUXのアナログ親局と同じ物理チャンネルであるがこちらは2011年7月にアナログ停波をしたためリパック作業の対象外。
  - 旧チャンネルは段階的に出力を下げていった。NHKでは1kW（16kW）から500W（8kW）→250W（4kW）→100W（1.6kW）→10W（160W）の順に、ABSは1.2kW（11.5kW）から600W（5.8kW）→300W（2.9kW）→120W（1.15kW）→12W（115W）の順にそれぞれ減力された（カッコ内はERP）。
- ワンセグ放送用の論理チャンネルに、NHK総合で611ch、NHK･Eテレで621ch、ABSで641ch、AABで651ch、AKTで681chが、それぞれ割り当てされている。

### 地上アナログテレビジョン放送送信設備（廃止）
- 秋田放送アナログテレビ送信塔

| チャンネル | 放送局名         | コールサイン | 空中線電力         | ERP                | 放送対象地域 | 放送区域内世帯数 |
| ---------- | ---------------- | ------------ | ------------------ | ------------------ | ------------ | ---------------- |
| 2ch        | NHK 秋田教育     | JOUB-TV      | 映像5kW 音声1.25kW | 映像37kW 音声9.3kW | 全国         | 不明             |
| 9ch        | NHK 秋田総合     | JOUK-TV      | 映像5kW 音声1.25kW | 映像60kW 音声15kW  | 秋田県       | 不明             |
| 11ch       | ABS 秋田放送     | JOTR-TV      | 映像5kW 音声1.25kW | 映像82kW 音声21kW  | 秋田県       | 不明             |
| 31ch       | AAB 秋田朝日放送 | JOXX-TV      | 映像10kW 音声2.5kW | 映像115kW 音声29kW | 秋田県       | 不明             |
| 37ch       | AKT 秋田テレビ   | JOBI-TV      | 映像10kW 音声2.5kW | 映像125kW 音声31kW | 秋田県       | 不明             |

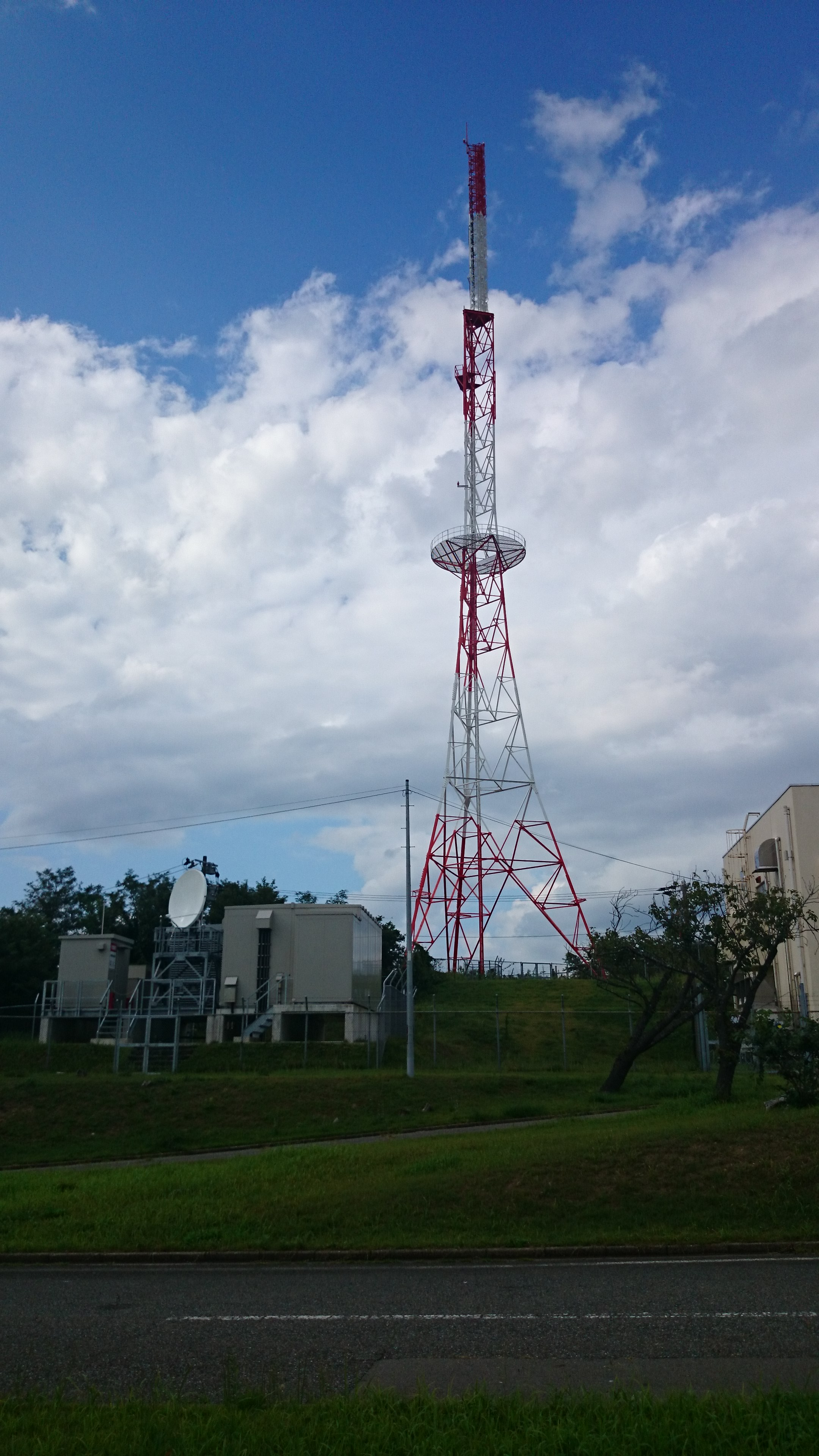
秋田放送アナログテレビ送信塔

- 2011年7月24日をもってすべて廃止された。

### FMラジオ放送送信設備
| 周波数  | 放送局名         | コールサイン     | 空中線電力 | ERP    | 放送対象地域 | 放送区域 内世帯数 |
| ------- | ---------------- | ---------------- | ---------- | ------ | ------------ | ----------------- |
| 82.8MHz | AFM エフエム秋田 | JOPU-FM          | 3kW        | 16kW   | 秋田県       | 不明              |
| 86.7MHz | NHK 秋田FM       | JOUK-FM          | 3kW        | 19.5kW | 秋田県       | 不明              |
| 90.1MHz | ABS 秋田放送     | （FM補完中継局） | 1kW        | 1.8kW  | 秋田県       | 17万3955世帯      |

- AFMは、AKTの施設を間借りしている。
- ABSラジオのFM補完中継局は2014年12月5日に予備免許が交付され、2015年2月より試験電波を発射したのち、2015年3月2日より本放送を開始。既存の茨島ラジオ送信所（AM936kHz）が雄物川河口に近い場所に設置されているため、津波や浸水による被害で放送継続が困難となる事態への対策として大森山のABSのテレビ送信所にFM補完中継局が設置された[6]。なお90.0MHz以上をカバーしないラジオでは基本的に受信不可（デジタル処理されたPLLシンセサイザ方式はすべて該当）であるが、アナログチューニング方式であれば受信できる機種が若干ある。

### マルチメディア放送
| 周波数                                      | 放送局名      | 空中線電力 | ERP  | 放送区域     | 放送区域内世帯数 | 免許交付日    | サービス終了日 |
| ------------------------------------------- | ------------- | ---------- | ---- | ------------ | ---------------- | ------------- | -------------- |
| 214.714286MHz （VHF11chに相当する周波数帯） | Jモバ 秋田MMH | 2.5kW      | 45kW | 秋田県の一部 | 約-世帯          | 2013年10月3日 | 2016年6月30日  |

#### 歴史
- 2013年
  - 7月29日 - 予備免許交付[8]
  - 8月28日 - 試験放送開始[9]
  - 10月3日 - 本免許交付[10]
- 2016年6月30日 - サービス終了[7]